# Розі Стівенсон-Ґуднайт
Розі Стівенсон-Ґуднайт, більш знана як Rosiestep (англ. Rosie Stephenson-Goodknight) — американська редакторка Вікіпедії, яка відзначається своїми спробами вирішити гендерну нерівність в Вікіпедії, розпочавши проєкт підвищення кількості та якості біографій жінок.  Вона написала тисячі нових статей і була названа Вікіпедисткою року в 2016 році. У травні 2018 року вона була прийнята у ряди сербських лицарів.

## Життєпис
Стівенсон-Ґуднайт сербського походження — онука Поліни Лебл-Альбали, активної феміністки, яка була президентом університету Жінок Югославії. Девід Албала, її дідусь, був лікарем і сіоністським лідером, який певний час обіймав посаду президента сефардівської громади в Белграді. У молодому віці вона виявляла гострий інтерес до світової культури, але її батько відмовив її від кар'єри антрополога; натомість вона отримала ступінь магістра ділового адміністрування.

## Робота у Вікіпедії

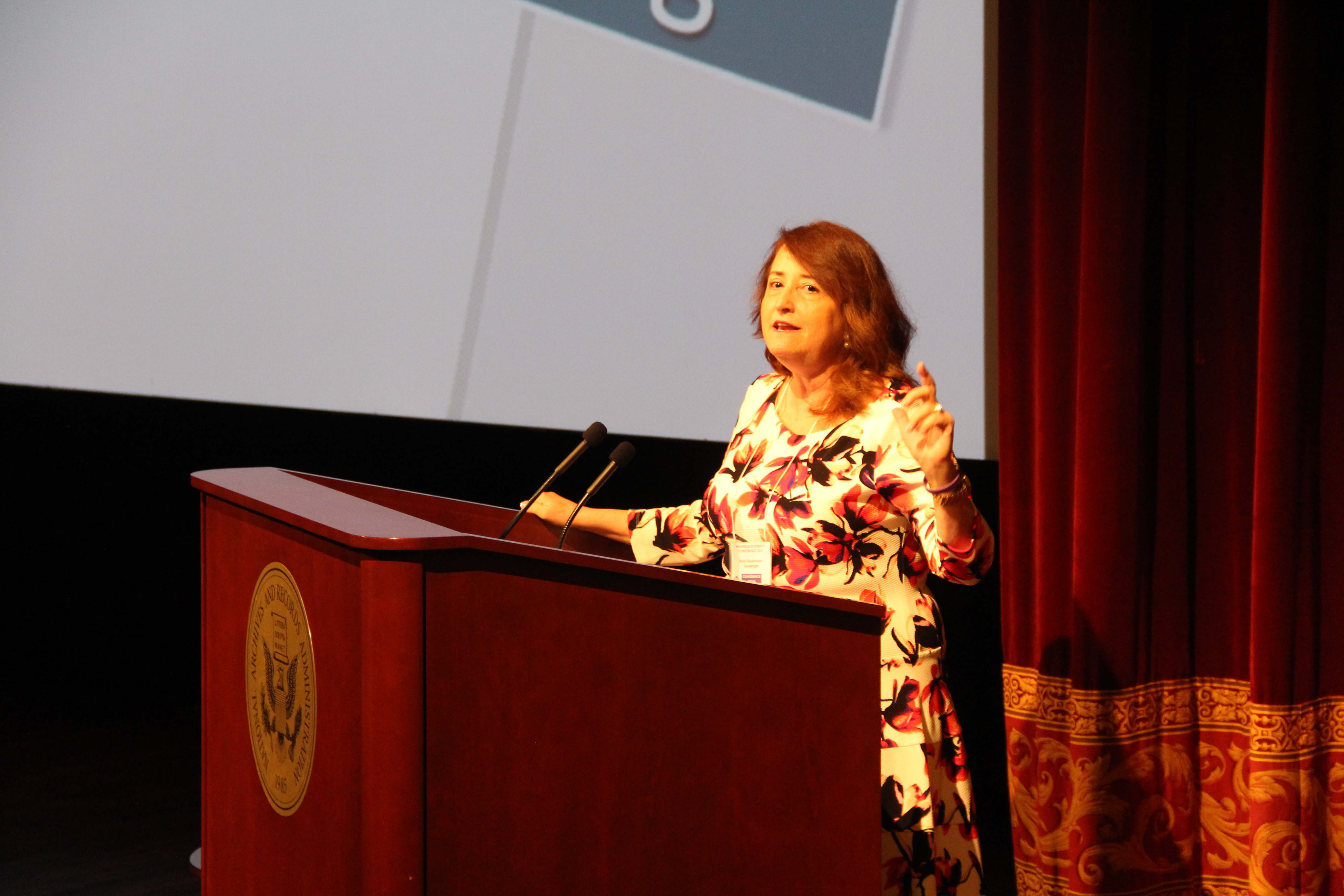
Стівенсон-Гуднайт на конференції Wikimedia Diversity 2016 у Вашингтоні

Стівенсон-Ґуднайт почала редагувати Вікіпедію в 2007 році. Її син редагував статтю про місто в Україні, де він працював з Корпусом Миру, і сказав матері, що Вікіпедію може редагувати будь-хто. Вона почала редагувати пізніше того ж року, коли шукала книги, видані Книжковою лігою Америки, і виявила прогалину в ресурсах знань сайту. Вона визнала енциклопедію підходящим джерелом для антропології, посилаючись на Маргарет Мід: 
|  | Дехто з вас знає, що я по душі культурний антрополог. Я хотіла слідувати Маргарет Мід і вивчати культурну антропологію в Барнарді (альма-матер її матері), як це робила Маргарет. Я хотів подорожувати до Папуа-Нової Гвінеї і займатися дослідженнями місцевого населення, як це робила Маргарет. Але мій тато сказав «ні», бо він хотів чогось більш практичного для мене. Тому зараз, через роки, я можу жити життям антрополога, пишучи статті про острів Гоарібарі та його людоїдів. |

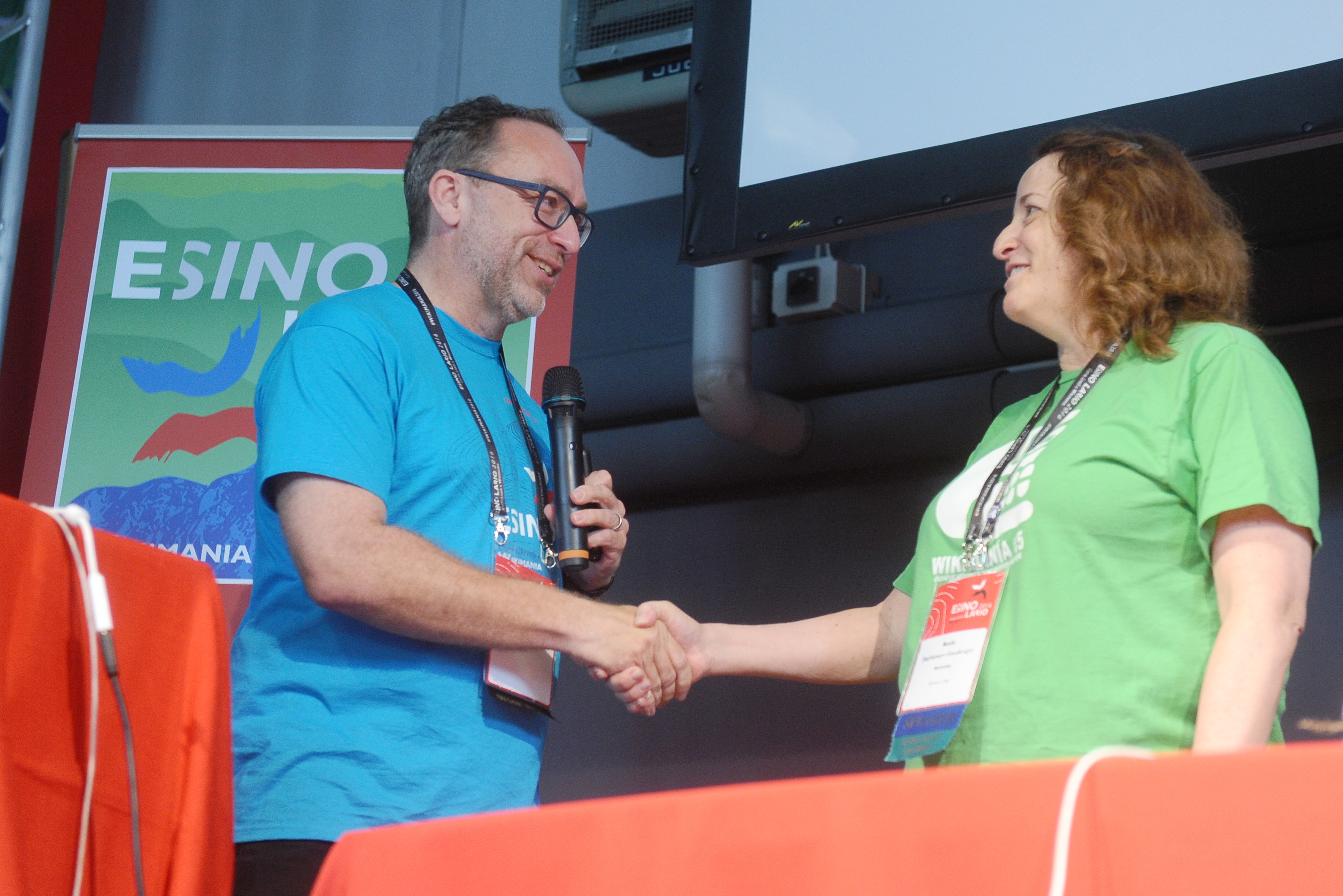
Стівенсон-Гуднайт на Вікіманії 2016 з засновником Вікіпедії Джиммі Вейлзом

Стівенсон-Ґуднайт працювала над створенням статей з географії, архітектури та різних біографій протягом декількох років, але останнім часом зосередилася на жіночих біографіях. До 2013 року Стівенсон-Ґуднайт була відмічена у британському виданні Huffington Post за те, що написала понад 3000 нових статей для Вікіпедії. Станом на 2016 рік вона створила понад 4000 нових статей  та внесла понад 100 000 правок. Нагороджена премією «Вікіпедист року» у 2016 р. Цю нагороду вона розділила спільно з колегою-редактором Емілі Темпл-Вуд. На момент нагородження було відмічено, що понад 1300 її статей з'явилися у Вікіпедії «Чи знали ви?». Вона також була співзасновницею WikiProject Women, WikiProject Women Writers та Women in Red. Ці проєкти збільшили у Вікіпедії відсоток статей про жінок з 15,5% до 16,35%. У квітні 2016 року вона брала участь у подібних проєктах, таких як Art + Feminism Wikipedia Edit-A-Thon.
Стівенсон-Ґуднайт вважає, що є інформація для написання сильніших біографій за умови, що люди готові її шукати.  Вона також пропонує жінкам зробити великий внесок у Вікіпедію, пояснюючи: «Що потрібно Вікіпедії — це ви з вашими унікальними схильностями та інтересами та тональністю розмов. Без вас у Вікіпедії продовжується гендерний дисбаланс та системні упередження».

## Нагороди та відзнаки

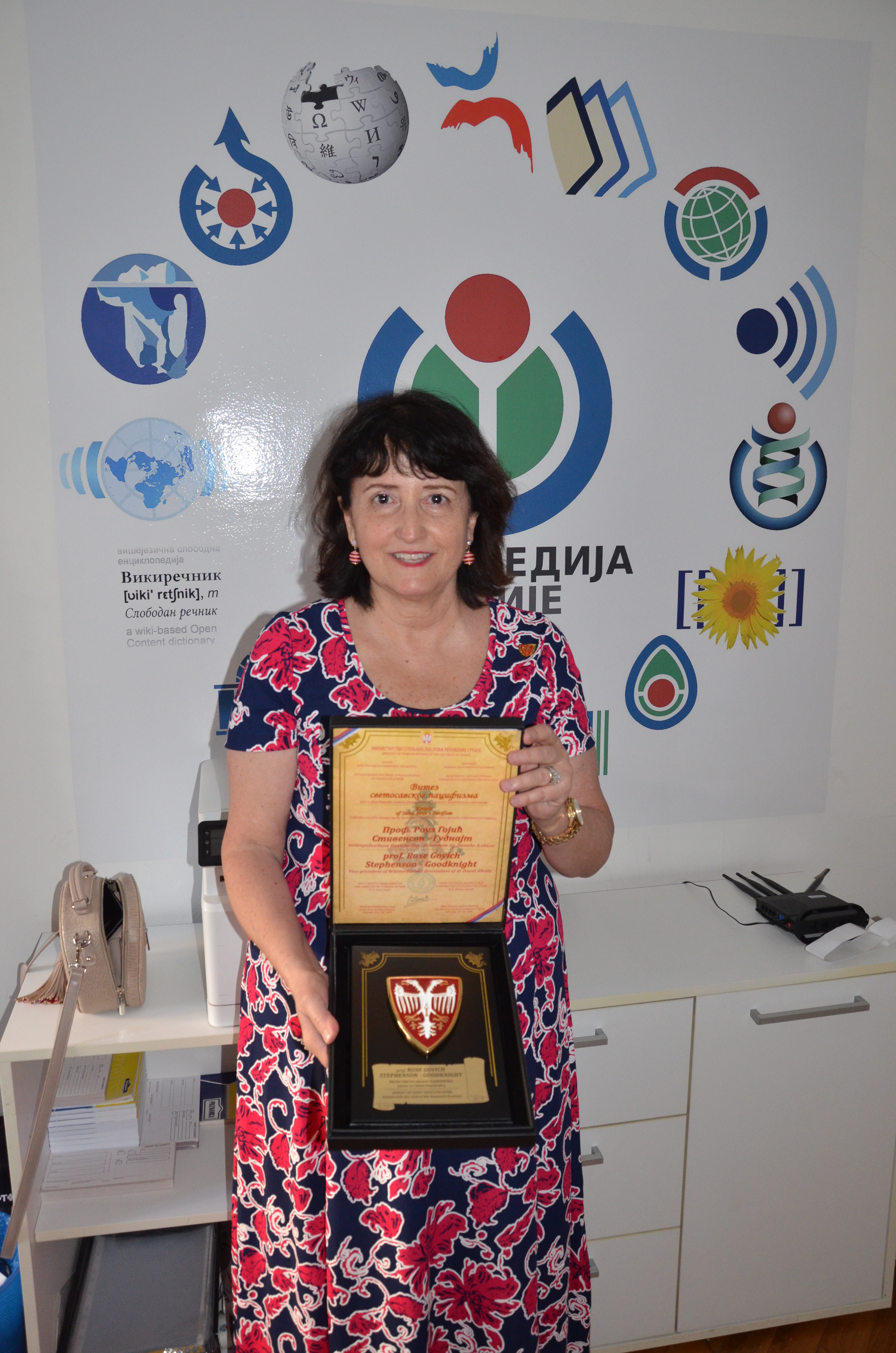
Нагородження Розі Стівенсон-Гуднайт у травні 2018 р.

14 грудня 2017 року вона була почесним гостем на заході, який провів посол Ізраїлю в Сербії Алона Фішер-Камм, щоб відзначити 25 років дипломатичних відносин між Сербією та Ізраїлем.
29 травня 2018 року на церемонії, що вручає відзнаки тим, хто заслужив високе дипломатичне визнання, Стівенсон-Ґуднайт отримала титул «Дами Ордена Святого Сави за дипломатичний пацифізм» (Vitez svetosavskog pacifizma) від віце-прем'єр-міністра Сербії та міністра Закордонних справ Івиці Дачич за її роботу у Вікіпедії для збереження пам'яті сербів у «сто років з часів Великої війни». Спеціально згадувався її внесок у збереження пам'яті сербського військового офіцера та лідера єврейської громади, її діда Девіда Албали.

## Особисте життя
Стівенсон-Ґуднайт працює в Лас-Вегасі бізнес-адміністратором медичної компанії та має будинки в цьому місті та в місті Невада, Каліфорнія.